# Municipio de Richmond (Minnesota)
El municipio de Richmond (en inglés: Richmond Township) es un municipio ubicado en el condado de Winona en el estado estadounidense de Minnesota. En el año 2010 tenía una población de 699 habitantes y una densidad poblacional de 14,47 personas por km².

## Geografía
El municipio de Richmond se encuentra ubicado en las coordenadas 43°57′21″N 91°25′52″O / 43.95583, -91.43111. Según la Oficina del Censo de los Estados Unidos, el municipio tiene una superficie total de 48.3 km², de la cual 41,85 km² corresponden a tierra firme y (13,34 %) 6,44 km² es agua.

## Demografía
Según el censo de 2010, había 699 personas residiendo en el municipio de Richmond. La densidad de población era de 14,47 hab./km². De los 699 habitantes, el municipio de Richmond estaba compuesto por el 98,57 % blancos, el 0,86 % eran afroamericanos, el 0,29 % eran de otras razas y el 0,29 % eran de una mezcla de razas. Del total de la población el 0,72 % eran hispanos o latinos de cualquier raza.